# لايشتتراكتور
Leichttraktor تصميم لتسخة تجريبية ألمانية لدبابة خلال فترة ما بين الحربين العالميتين.

## التاريخ
بعد نهاية الحرب العالمية الأولى، كانت ألمانيا مقيدة في التطور العسكري بموجب معاهدة فرساي. ومع ذلك، كان هناك برنامج سري تحت اسم «تراكتور» يهدف لتطوير المركبات العسكرية المدرعة والمدفعية. تم تركيب محركها داخل الجزء الأمامي من الهيكل وتم تركيب البرج فوق مقصورة القتال في الجزء الخلفي من الدبابة. أنتجت كل من راينميتال وكروب نماذج أولية، وفي عام 1928، فازتراينميتال لتصنيغ 289 دبابة. ومع ذلك في وقت لاحق، تم إلغاء الطلب. 

### اقتباسات
1. 1 2  Peter Chamberlain؛ Hilary L. Doyle (1993)، Encyclopedia of German Tanks of World War Two, Revised Edition، Arms and Armour Press، ص. 146، OL:39207399M، QID:Q15055890
2. ↑  "The German Leichttraktor VK-31 Light Tank - TankNutDave.com" [en]. مؤرشف من الأصل في 2019-09-26. اطلع عليه بتاريخ 2019-12-24.

### قائمة المراجع
- Peter Chamberlain & Hilary Doyle (1999). Sterling (المحرر). Encyclopedia of German Tanks of World War Two. ISBN:1854095188.
- Higgins، David R. (2015). Panzer II vs 7TP: Poland 1939. Oxford: Osprey. ISBN:9781472808820. مؤرشف من الأصل في 2020-01-25.